# لوكا رونكوني
لوكا رونكوني (بالإيطالية: Luca Ronconi)‏ هو كاتب سيناريو ومخرج وممثل إيطالي، ولد في 8 مارس 1933 في تونس، وتوفي في 21 فبراير 2015 بميلانو في إيطاليا. من الجوائز التي نالها نيشان الاستحقاق الإيطالي للثقافة والفنون ‏.

## جوائز
- نيشان الاستحقاق الإيطالي للثقافة والفنون [الإنجليزية]‏

## وصلات خارجية
- لوكا رونكوني على موقع IMDb (الإنجليزية)
- لوكا رونكوني على موقع مونزينجر (الألمانية)
- لوكا رونكوني على موقع ميوزك برينز (الإنجليزية)
- لوكا رونكوني على موقع أول موفي (الإنجليزية)
- لوكا رونكوني على موقع قاعدة بيانات برودواي على الإنترنت (الإنجليزية)
- لوكا رونكوني على موقع ديسكوغز (الإنجليزية)
- لوكا رونكوني على موقع قاعدة بيانات الفيلم (الإنجليزية)